# Szkoła Wyższa Ekonomii i Zarządzania w Łodzi
Szkoła Wyższa Ekonomii i Zarządzania w Łodzi, do 2014 Salezjańska Wyższa Szkoła Ekonomii i Zarządzania w Łodzi – uczelnia niepubliczna należąca do światowej sieci uczelni salezjańskich (Instituzioni Universitarie Salesiane). Uczelnia powstała w 1996 w Łodzi.
W rankingu ekonomicznych uczelni niepaństwowych tygodnika „Wprost” Salezjańska Wyższa Szkoła Ekonomii i Zarządzania plasuje się na pozycjach od 7 do 13. Do roku 2005 uczelnię ukończyło ponad 800 osób.

## Historia
Uczelnia funkcjonowała w murach budynku przy ul. Wodnej 34, w którym w 1922 Towarzystwo Salezjańskie założyło szkołę zawodową kształcącą mechaników. Szkoła ta funkcjonowała do 1962. W 1991 w tym samym budynku Salezjanie uruchomili liceum ogólnokształcące oraz Policealną Szkołę Biznesu i Administracji, przekształconą w 1996 w Salezjańską Wyższą Szkołę Ekonomii i Zarządzania, która została wpisana do Rejestru Niepaństwowych Szkół Wyższych Ministerstwa Edukacji Narodowej pod nr 86. Założycielem uczelni był ks. Józef Belniak. W 2012 uczelnia zmieniła właściciela i została przeniesiona na ul. Narutowicza 86. W 2014 r. uczelnia zmieniła nazwę na Szkoła Wyższa Ekonomii i Zarządzania.

### Rektorzy
1. ks. Józef Belniak (1996–2001)
2. ks. Stanisław Bogdański (2001–2005)
3. ks. dr Piotr Przesmycki (2005–2012)
4. dr Czesława Stępień (2012–2014)
5. dr Piotr Słomczewski (2014–2016)
6. dr Krystyna Kejna (2016–2017)
7. ks. dr Jarosław Krzewicki (od 2017)

## Wydziały
Uczelnia prowadzi studia pierwszego stopnia – licencjackie, trwające trzy lata, w trybie stacjonarnym i niestacjonarnym na kierunkach:
- administracja,
- finanse i rachunkowość.
- pedagogika

Uczelnia prowadzi także studia podyplomowe, m.in. w zakresie BHP, dziennikarstwa multimedialnego, pedagogiki.

## Inne
Uczelnia patronuje Salezjańskiemu Uniwersytetowi Trzeciego Wieku, założonemu przez Fundację Nauki i Wychowania, który w murach uczelni prowadzi cotygodniowe wykłady i zajęcia.
Uczelnia organizowała corocznie konferencję „Etyka w życiu gospodarczym”.